# Delta Cancri
Delta Cancri (δ Cnc) – druga co do jasności gwiazda w gwiazdozbiorze Raka. Znajduje się około 131 lat świetlnych od Słońca.

## Nazwa
Gwiazda ta nosi tradycyjną nazwę Asellus Australis, wywodzącą się z łaciny. Oznacza ona „południowy osioł”. Wraz z „północnym osłem” którym jest Gamma Cancri, stoją przy „żłobie” (łac. Praesepe) którym jest gromada otwarta Messier 44. Wyobrażenie to powstało jeszcze w starożytnej Grecji i nie ma korzeni chrześcijańskich, choć później zostało skojarzone z wyobrażeniem stajenki betlejemskiej. Międzynarodowa Unia Astronomiczna zatwierdziła użycie nazwy Asellus Australis dla określenia tej gwiazdy.

## Widoczność
Delta Cancri znajduje się w środkowej części gwiazdozbioru, na południowy wschód od gromady otwartej Messier 44. Gwiazda leży zaledwie o 5’ na północ od ekliptyki i Słońce w swoim widomym ruchu po niebie przechodzi przed nią około 1 sierpnia. Jest to druga pod względem jasności gwiazda Raka, po Beta Cancri. Wprawdzie Jota Cancri ma jasność widomą o jedną setną magnitudo większą niż Delta, ale wynika to z faktu, że jest to gwiazda podwójna, której składniki świecą słabiej niż Delta. Składników tego układu nie da się rozdzielić gołym okiem, lecz gołym okiem nie da się także stwierdzić różnicy jasności delty i joty.

## Charakterystyka
Główna gwiazda układu Delta Cancri to olbrzym, który należy do typu widmowego K. Zmierzona średnica gwiazdy to 11 średnic Słońca, co zgadza się z obliczeniami teoretycznymi.
Ma ona wizualnego towarzysza. Delta Cancri B to gwiazda o wielkości 12,2m, odległa o 48,4 sekundy kątowej. Obserwowane przemieszczenie tej gwiazdy w czasie dwóch stuleci dowodzi, że nie jest ona związana fizycznie z δ Cnc A. Istnieje podejrzenie, że w odległości 0,1″ od δ Cnc A znajduje się drugi towarzysz, gwiazda piątej wielkości oznaczona Delta Cancri Aa. Jednak przy takim założeniu masa i średnica głównego składnika musiałaby być mniejsza, a to kłóci się z obserwacjami gwiazdy. Drugiego towarzysza nie udało się zaobserwować metodami interferometrycznymi, jego istnienia nie potwierdziły obserwacje satelity Hipparcos; najprawdopodobniej on nie istnieje.